# Richard-Wagner-Straße 78 (Mönchengladbach)

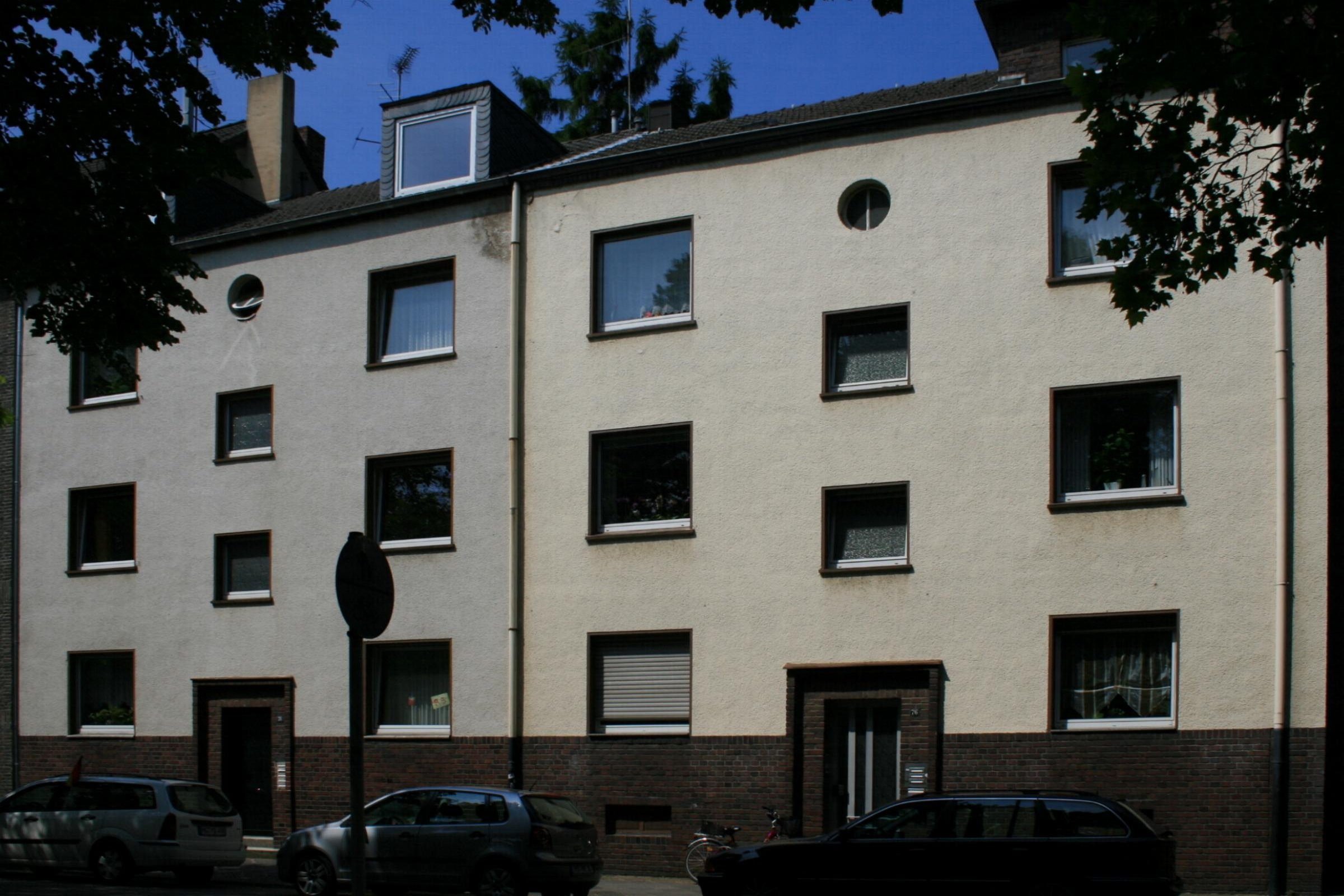
Wohnhäuser Richard-Wagner-Straße 78 (links) und 76 (rechts), 2010

Das Wohnhaus Richard-Wagner-Straße 78 steht in Mönchengladbach (Nordrhein-Westfalen) im Stadtteil Dahl.
Das Gebäude wurde 1933 erbaut. Es wurde unter Nr. R 079 am 7. August 1990 in die Denkmalliste der Stadt Mönchengladbach eingetragen.

## Architektur
Neben großbürgerlichen Bauten entstanden in den 1930er Jahren – infolge des großen Wohnbedarfs – auch Mietwohnhäuser, zu denen das Objekt Nr. 78 gehört. Bei dem Objekt handelt es sich um ein dreigeschossiges und dreiachsiges Mietwohnhaus unter einem Satteldach. Zu diesem Baukomplex gehören die Häuser Bromberger Straße 14 und 16 und Richard-Wagner-Straße 76. Die Gebäude Bromberger Str. 6, 8, 10, 12 komplettieren die Wohnanlage. Das Haus ist aus städtebaulichen, architektur- und kunsthistorischen sowie sozialhistorischen Gründen unbedingt schützenswert.